# Міловер-Ланд
Міловер-Ланд (нім. Milower Land) — громада в Німеччині, розташована в землі Бранденбург. Входить до складу району Гафельланд.
Площа — 160,48 км2. Населення становить 4364 ос. (станом на 31 грудня 2020).

## Демографія
- Динаміка населення з 1875 року в сучасних кордонах (Синя лінія: населення; Пунктир: відносна порівняльна динаміка населення землі Бранденбург; Сірий фон: період Третього рейху; Помаранчевий фон: період НДР)
- Динаміка населення (синя лінія) і прогнози

| Рік  | Населення |
| ---- | --------- |
| 1875 | 5 042     |
| 1890 | 5 089     |
| 1910 | 6 184     |
| 1925 | 6 550     |
| 1939 | 6 464     |
| 1950 | 8 448     |
| 1964 | 6 501     |

| Рік  | Населення |
| ---- | --------- |
| 1971 | 6 279     |
| 1981 | 5 343     |
| 1985 | 5 312     |
| 1990 | 5 056     |
| 1995 | 4 854     |
| 2000 | 5 068     |
| 2005 | 4 938     |

| Рік  | Населення |
| ---- | --------- |
| 2010 | 4 601     |
| 2015 | 4 333     |
| 2016 | 4 340     |
| 2017 | 4 287     |
| 2018 | 4 317     |
| 2019 | 4 322     |
| 2020 | 4 364     |

Джерела даних вказані на Wikimedia Commons.

## Галерея

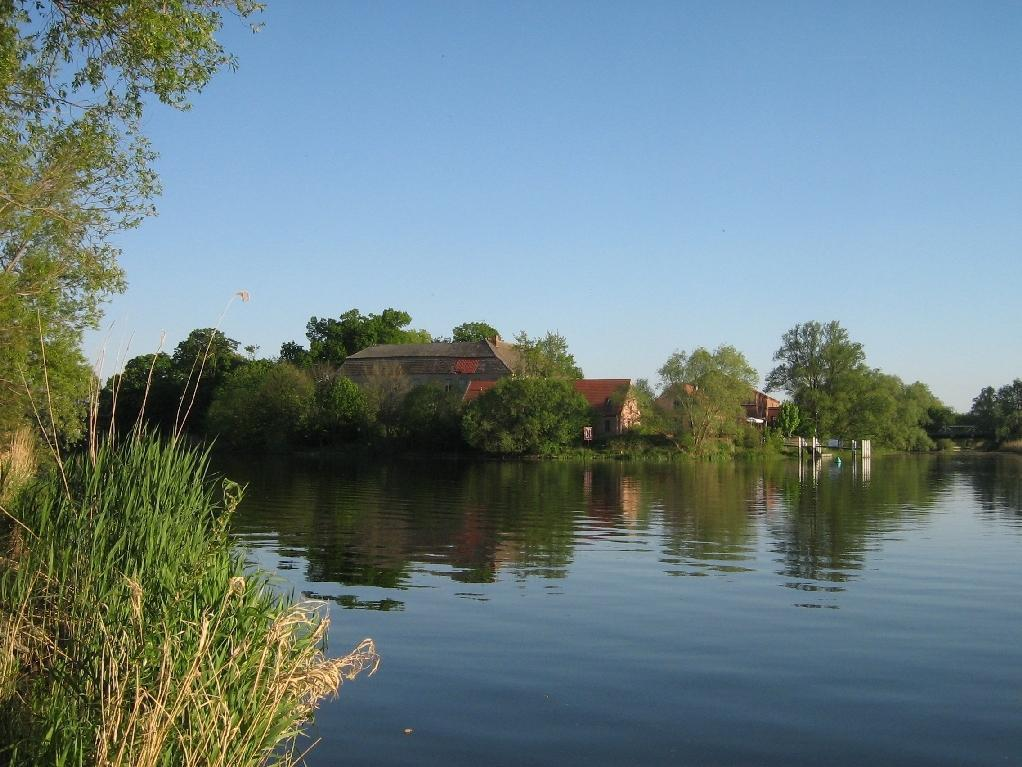
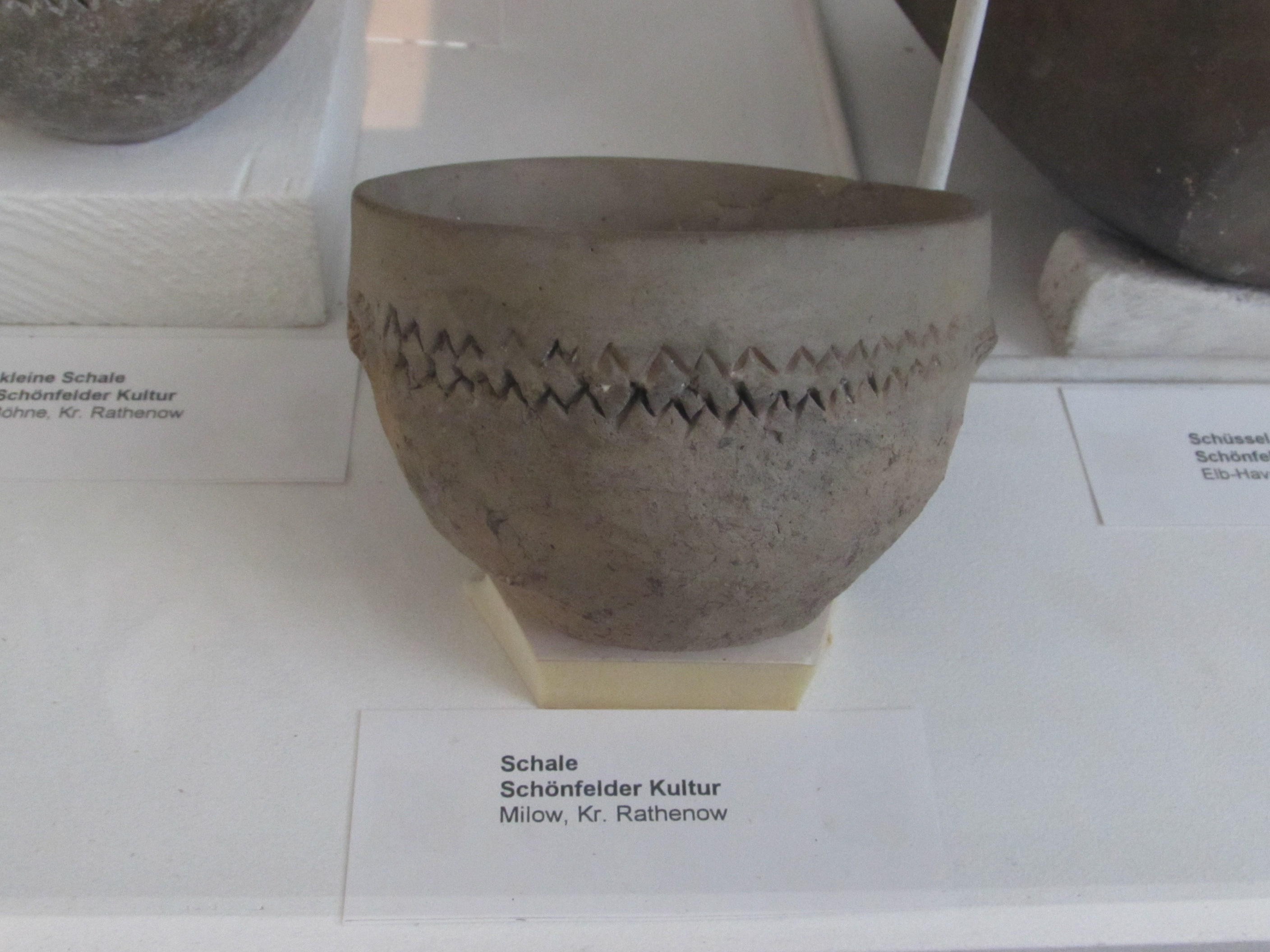